# Estación de Villejuif - Paul Vaillant-Couturier
Villejuif - Paul Vaillant-Couturier, de su nombre completo Villejuif - Paul Vaillant-Couturier - Hôpital Paul Brousse, es una estación del metro de París situada en la comuna de Villejuif, al sur de la capital. Pertenece a la línea 7. 

## Historia
Fue inaugurada el 28 de febrero de 1985 tras la prolongación de la línea 7 hacia el sur. 
Situada en Villejuif, debe su nombre completo al escritor, periodista y político francés Paul Vaillant-Couturier (1892-1937).

## Descripción
Se compone de dos andenes laterales y de dos vías. Tiene un diseño muy similar a Villejuif - Louis Aragon, terminal del ramal de Villejuif. Subterránea pero sin bóveda luce paredes rectas recubiertas de azulejos blancos con algunos tramos de color naranja. Varias estructuras, algunas de ellas decoradas con frescos, sobrevuelan las vías dando acceso a las mismas.